# Jürgen Melzer
Jürgen Melzer (Viena, 22 de maig del 1981) és un extennista professional austríac. Va arribar al número 8 al rànquing mundial en categoria individual (2011), i al sisè lloc en dobles (2010). Malgrat ser dretà juga a tennis amb la mà esquerra. Té un germà més jove també tennista, Gerald Melzer, amb qui ha disputat diversos torneigs de dobles.
Individualment va guanyar el torneig de Wimbledon en categoria júnior l'any 1999 i hi havia expectatives d'esdevenir un gran tennista però mai va acabar de destacar malgrat entrar al Top 10 puntualment. En categoria de dobles va guanyar dos títols de Grand Slam amb l'alemany Philipp Petzschner, i també un títol en dobles mixts al costat de Iveta Benešová, que posteriorment esdevindria la seva muller.

## Torneigs de Grand Slam

### Dobles masculins: 2 (2−0)
| Resultat  | Núm. | Any  | Torneig   | Parella            | Oponents                             | Marcador      |
| --------- | ---- | ---- | --------- | ------------------ | ------------------------------------ | ------------- |
| Guanyador | 1.   | 2010 | Wimbledon | Philipp Petzschner | Horia Tecău Robert Lindstedt         | 6−1, 7−5, 7−5 |
| Guanyador | 2.   | 2011 | US Open   | Philipp Petzschner | Mariusz Fyrstenberg Marcin Matkowski | 6−2, 6−2      |

### Dobles mixts: 1 (1−0)
| Resultat  | Núm. | Any  | Torneig   | Parella        | Oponents                       | Marcador |
| --------- | ---- | ---- | --------- | -------------- | ------------------------------ | -------- |
| Guanyador | 1.   | 2011 | Wimbledon | Iveta Benešová | Ielena Vesninà Mahesh Bhupathi | 6−3, 6−2 |

## Palmarès

### Individual: 13 (5−8)
| Llegenda (pre/post 2009)                                 |
| -------------------------------------------------------- |
| Grand Slams (0−0)                                        |
| Tennis Masters Cup / ATP Finals (0−0)                    |
| ATP Masters Series / ATP World Tour Masters 1000 (0−0)   |
| ATP International Series Gold / ATP World Tour 500 (1−2) |
| ATP International Series / ATP World Tour 250 (4−6)      |

| Títols per superfície |
| --------------------- |
| Dura (4−3)            |
| Gespa (0−1)           |
| Terra batuda (1−4)    |

| Resultat  | Núm. | Data                   | Torneig                     | Superfície   | Oponent               | Marcador             |
| --------- | ---- | ---------------------- | --------------------------- | ------------ | --------------------- | -------------------- |
| Finalista | 1.   | 13 de juliol de 2003   | Newport, Estats Units       | Gespa        | Robby Ginepri         | 4−6, 7−6(3), 1−6     |
| Finalista | 2.   | 13 de maig de 2005     | St. Pölten, Àustria         | Terra batuda | Nikolai Davidenko     | 3−6, 6−2, 4−6        |
| Finalista | 3.   | 17 d'abril de 2006     | Houston, Estats Units       | Terra batuda | Mardy Fish            | 6−3, 4−6, 3−6        |
| Guanyador | 1.   | 17 de setembre de 2006 | Bucarest, Romania           | Terra batuda | Filippo Volandri      | 6−1, 7−5             |
| Finalista | 4.   | 8 d'octubre de 2006    | Metz, França                | Dura (i)     | Novak Đoković         | 6−4, 3−6, 2−6        |
| Finalista | 5.   | 4 de març de 2007      | Las Vegas, Estats Units     | Dura         | Lleyton Hewitt        | 4−6, 6−7(10)         |
| Finalista | 6.   | 20 de juliol de 2008   | Kitzbühel, Àustria          | Terra batuda | Juan Martín del Potro | 2−6, 1−6             |
| Guanyador | 2.   | 1 de novembre de 2009  | Viena, Àustria              | Dura (i)     | Filippo Volandri      | 6−1, 7−5             |
| Finalista | 7.   | 25 de juliol de 2010   | Hamburg, Alemanya           | Terra batuda | Andrey Golubev        | 3−6, 5−7             |
| Guanyador | 3.   | 31 d'octubre de 2010   | Viena (2)                   | Dura (i)     | Andreas Haider-Maurer | 6−7(10), 7−6(4), 6−4 |
| Guanyador | 4.   | 12 de febrer de 2012   | Memphis, Estats Units       | Dura (i)     | Milos Raonic          | 7−5, 7−6(4)          |
| Finalista | 8.   | 10 de febrer de 2013   | Zagreb, Croàcia             | Dura (i)     | Marin Čilić           | 3−6, 1−6             |
| Guanyador | 5.   | 24 d'agost de 2013     | Winston-Salem, Estats Units | Dura         | Gaël Monfils          | 6−3, 2−1, reti.      |

### Dobles masculins: 37 (17−20)
| Llegenda (pre/post 2009)                                 |
| -------------------------------------------------------- |
| Grand Slams (2−1)                                        |
| Tennis Masters Cup / ATP Finals (0−1)                    |
| ATP Masters Series / ATP World Tour Masters 1000 (1−1)   |
| ATP International Series Gold / ATP World Tour 500 (4−1) |
| ATP International Series / ATP World Tour 250 (10−17)    |

| Títols per superfície |
| --------------------- |
| Dura (9−11)           |
| Gespa (3−2)           |
| Terra batuda (4−5)    |
| Moqueta (1−2)         |

| Resultat  | Núm. | Data                   | Torneig                         | Superfície   | Parella                | Oponents                             | Marcador             |
| --------- | ---- | ---------------------- | ------------------------------- | ------------ | ---------------------- | ------------------------------------ | -------------------- |
| Finalista | 1.   | 14 de juliol de 2002   | Newport, Estats Units           | Gespa        | Alexander Popp         | Bob Bryan Mike Bryan                 | 5−7, 3−6             |
| Finalista | 2.   | 13 de juliol de 2003   | Newport (2)                     | Gespa        | Julian Knowle          | Jordan Kerr David Macpherson         | 6−7(4), 3−6          |
| Finalista | 3.   | 27 de juliol de 2003   | Kitzbühel, Àustria              | Terra batuda | Alexander Peya         | Martin Damm Cyril Suk                | 4−6, 4−6             |
| Guanyador | 1.   | 30 d'octubre de 2005   | Sant Petersburg, Rússia         | Moqueta (i)  | Julian Knowle          | Jonas Björkman Max Mirnyi            | 4−6, 7−5, 7−5        |
| Finalista | 4.   | 17 d'abril de 2006     | Houston, Estats Units           | Terra batuda | Julian Knowle          | Michael Kohlmann Alexander Waske     | 7−5, 4−6, [5−10]     |
| Guanyador | 2.   | 1 de maig de 2006      | Casablanca, Marroc              | Terra batuda | Julian Knowle          | Michael Kohlmann Alexander Waske     | 6−3, 6−4             |
| Guanyador | 3.   | 16 de juliol de 2006   | Newport                         | Gespa        | Robert Kendrick        | Jeff Coetzee Justin Gimelstob        | 7−6(3), 6−0          |
| Finalista | 5.   | 8 d'octubre de 2006    | Metz, França                    | Dura (i)     | Julian Knowle          | Richard Gasquet Fabrice Santoro      | 6−3, 1−6, [9−11]     |
| Finalista | 6.   | 15 d'octubre de 2006   | Viena, Àustria                  | Dura (i)     | Julian Knowle          | Petr Pála Pavel Vízner               | 4−6, 6−3, [10−12]    |
| Finalista | 7.   | 29 d'octubre de 2006   | Sant Petersburg                 | Moqueta (i)  | Julian Knowle          | Simon Aspelin Todd Perry             | 1−6, 6−7(3)          |
| Finalista | 8.   | 25 de febrer de 2007   | Memphis, Estats Units           | Dura (i)     | Julian Knowle          | Eric Butorac Jamie Murray            | 5−7, 3−6             |
| Finalista | 9.   | 28 d'octubre de 2007   | Sant Petersburg (2)             | Moqueta (i)  | Todd Perry             | Daniel Nestor Nenad Zimonjić         | 1−6, 6−7(3)          |
| Finalista | 10.  | 13 de gener de 2008    | Auckland, Nova Zelanda          | Dura         | Xavier Malisse         | Luís Horna Juan Mónaco               | 4−6, 6−3, [7−10]     |
| Finalista | 11.  | 24 de maig de 2008     | St. Pölten, Àustria             | Terra batuda | Julian Knowle          | Marcelo Melo André Sá                | 5−7, 7−6(3), [11−13] |
| Guanyador | 4.   | 21 de juny de 2008     | 's-Hertogenbosch, Països Baixos | Gespa        | Mario Ančić            | Mahesh Bhupath Leander Paes          | 7−6(5), 6−3          |
| Guanyador | 5.   | 29 d'agost de 2008     | New Haven, Estats Units         | Dura         | Julian Knowle          | Marcelo Melo Kevin Ullyett           | 6−4, 7−6(3)          |
| Guanyador | 6.   | 11 d'octubre de 2009   | Tòquio, Japó                    | Dura         | Julian Knowle          | Ross Hutchins Jordan Kerr            | 6−2, 5−7, [10−8]     |
| Finalista | 12.  | 1 de novembre de 2009  | Viena (2)                       | Dura (i)     | Julian Knowle          | Łukasz Kubot Oliver Marach           | 6−2, 4−6, [9−11]     |
| Guanyador | 7.   | 7 de febrer de 2010    | Zagreb, Croàcia                 | Dura (i)     | Philipp Petzschner     | Arnaud Clément Olivier Rochus        | 3−6, 6−3, [10−8]     |
| Guanyador | 8.   | 4 de juliol de 2010    | Wimbledon, Regne Unit           | Gespa        | Philipp Petzschner     | Robert Lindstedt Horia Tecău         | 6−1, 7−5, 7−5        |
| Finalista | 13.  | 3 d'octubre de 2010    | Bangkok, Tailàndia              | Dura (i)     | Jonathan Erlich        | Christopher Kas Viktor Troicki       | 4−6, 4−6             |
| Guanyador | 9.   | 17 d'octubre de 2010   | Xangai, Xina                    | Dura         | Leander Paes           | Mariusz Fyrstenberg Marcin Matkowski | 7−5, 4−6, [10−5]     |
| Guanyador | 10.  | 13 de febrer de 2011   | Rotterdam, Països Baixos        | Dura (i)     | Philipp Petzschner     | Michaël Llodra Nenad Zimonjić        | 6−4, 3−6, [10−5]     |
| Guanyador | 11.  | 18 de juliol de 2011   | Stuttgart, Alemanya             | Terra batuda | Philipp Petzschner     | Marcel Granollers Marc López         | 6−3, 6−4             |
| Guanyador | 12.  | 12 de setembre de 2011 | US Open, Estats Units           | Dura         | Philipp Petzschner     | Mariusz Fyrstenberg Marcin Matkowski | 6−2, 6−2             |
| Finalista | 14.  | 8 de gener de 2012     | Brisbane, Austràlia             | Dura         | Philipp Petzschner     | Max Mirnyi Daniel Nestor             | 1−6, 2−6             |
| Guanyador | 13.  | 19 d'octubre de 2014   | Viena                           | Dura (i)     | Philipp Petzschner     | Andre Begemann Julian Knowle         | 7−6(6), 4−6, [10−7]  |
| Finalista | 15.  | 2 de novembre de 2014  | París, França                   | Dura (i)     | Marcin Matkowski       | Bob Bryan Mike Bryan                 | 6−7(5), 7−5, [6−10]  |
| Finalista | 16.  | 3 de maig de 2015      | Istanbul, Turquia               | Terra batuda | Robert Lindstedt       | Radu Albot Dušan Lajović             | 4−6, 6−7(2)          |
| Finalista | 17.  | 23 d'octubre de 2016   | Moscou, Rússia                  | Dura (i)     | Julian Knowle          | Juan Sebastián Cabal Robert Farah    | 5−7, 6−4, [5−10]     |
| Guanyador | 14.  | 10 de febrer de 2019   | Sofia, Bulgària                 | Dura (i)     | Nikola Mektić          | Hsieh Cheng-peng Christopher Rungkat | 6−2, 4−6, [10−2]     |
| Guanyador | 15.  | 13 d'abril de 2019     | Marràqueix (2)                  | Terra batuda | Franko Škugor          | Matwé Middelkoop Frederik Nielsen    | 6−4, 7−6(6)          |
| Finalista | 18.  | 21 de juliol de 2019   | Umag, Croàcia                   | Terra batuda | Oliver Marach          | Robin Haase Philipp Oswald           | 5−7, 7−6(2), [12−14] |
| Guanyador | 16.  | 28 de juliol de 2019   | Hamburg, Alemanya               | Terra batuda | Oliver Marach          | Robin Haase Wesley Koolhof           | 6−2, 7−6(3)          |
| Guanyador | 17.  | 18 d'octubre de 2020   | Sant Petersburg (2)             | Dura (i)     | Édouard Roger-Vasselin | Marcelo Demoliner Matwé Middelkoop   | 6−2, 7−6(4)          |
| Finalista | 19.  | 14 de novembre de 2020 | Sofia                           | Dura (i)     | Édouard Roger-Vasselin | Jamie Murray Neal Skupski            | Renúncia             |
| Finalista | 20.  | 22 de novembre de 2020 | ATP Finals, Londres, Regne Unit | Dura (i)     | Édouard Roger-Vasselin | Wesley Koolhof Nikola Mektić         | 2−6, 6−3, [5−10]     |

### Dobles mixts: 1 (1−0)
| Resultat  | Núm. | Data                | Torneig               | Superfície | Parella        | Oponents                       | Marcador |
| --------- | ---- | ------------------- | --------------------- | ---------- | -------------- | ------------------------------ | -------- |
| Guanyador | 1.   | 3 de juliol de 2011 | Wimbledon, Regne Unit | Gespa      | Iveta Benešová | Ielena Vesninà Mahesh Bhupathi | 6−3, 6−2 |

## Trajectòria

### Individual
| Open d'Austràlia | A   | A           | Q2          | 1R          | 3R    | 3R          | 1R          | 2R          | 2R    | 3R          | 1R          | 4R          | 1R    | 3R          | A           | 2R          | A   | 1R  | A   | 0 / 13    | 14 – 13   |
| Roland Garros | A   | A           | A           | 1R          | 2R    | 3R          | 1R          | 2R          | 3R    | 3R          | SF          | 2R          | 1R    | 1R          | 2R          | 2R          | A   | A   | Q2  | 0 / 13    | 16 – 13   |
| Wimbledon | 1R  | Q1          | 1R          | 2R          | 1R    | 3R          | 1R          | A           | 3R    | 3R          | 4R          | 3R          | 2R    | 4R          | 1R          | Q2          | A   | Q1  | Q3  | 0 / 13    | 16 – 13   |
| US Open | A   | A           | 2R          | 2R          | 3R    | 1R          | 1R          | 2R          | 3R    | 2R          | 4R          | 2R          | 1R    | 1R          | 1R          | 2R          | Q2  | A   | Q1  | 0 / 14    | 13 – 14   |
| Jocs Olímpics | A   | No celebrat | No celebrat | No celebrat | 1R    | No celebrat | No celebrat | No celebrat | QF    | No celebrat | No celebrat | No celebrat | 1R    | No celebrat | No celebrat | No celebrat | A   | NC  | NC  | 0 / 3     | 3 – 3     |
| Total Victòries−Derrotes                                                                                                   | 0−5 | 1−1         | 10−11       | 14−20       | 27−27 | 26−26       | 33−26       | 23−25       | 30−26 | 36−29       | 51−25       | 22−23       | 20−25 | 25−27       | 16−20       | 9−12        | 4−3 | 0−2 | 2−0 | 350 – 334 | 350 – 334 |
| Rànquing a final d'any | 358 | 168         | 91          | 79          | 39    | 54          | 41          | 60          | 34    | 28          | 11          | 34          | 29    | 27          | 113         | 155         | 306 | 186 | 288 |           |           |
| Llegenda: G: Guanyador; F: Finalista; SF: Semifinalista; QF: Quarts de final; Q: Qualificació; A: Absent; RR: Round Robin; |     |             |             |             |       |             |             |             |       |             |             |             |       |             |             |             |     |     |     |           |           |

### Dobles masculins
| Open d'Austràlia | A   | A     | 2R   | SF          | 3R          | 3R          | 2R    | 1R          | 3R          | QF          | 3R    | 1R          | A           | 1R          | A   | 2R          | A           | A           | 2R          | A   | 0 / 13    | 19 – 13   |
| Roland Garros | A   | A     | 1R   | QF          | 3R          | A           | 2R    | 2R          | 1R          | A           | 3R    | 2R          | 3R          | A           | A   | A           | A           | 2R          | 3R          | 1R  | 0 / 14    | 12 – 14   |
| Wimbledon | A   | 1R    | A    | 3R          | 1R          | A           | 2R    | 1R          | G           | QF          | SF    | QF          | 2R          | 2R          | A   | A           | 1R          | 2R          | NC          | 1R  | 1 / 14    | 22 – 13   |
| US Open | A   | 2R    | 2R   | 2R          | 2R          | 1R          | 2R    | 3R          | 1R          | G           | 2R    | 1R          | 2R          | 1R          | 2R  | A           | 3R          | QF          | 1R          | 1R  | 1 / 18    | 21 – 17   |
| Jocs Olímpics | NC  | NC    | A    | No celebrat | No celebrat | No celebrat | 2R    | No celebrat | No celebrat | No celebrat | 2R    | No celebrat | No celebrat | No celebrat | A   | No celebrat | No celebrat | No celebrat | No celebrat | A   | 0 / 2     | 2 – 2     |
| ATP World Tour Finals | A   | A     | A    | A           | A           | A           | A     | A           | RR          | RR          | A     | A           | A           | A           | A   | A           | A           | A           | F           | A   | 0 / 3     | 5 – 6     |
| Total Victòries−Derrotes                                                                                                   | 3−4 | 11−10 | 9−13 | 22−17       | 39−21       | 18−13       | 22−20 | 34−25       | 31−23       | 28−16       | 24−20 | 19−19       | 23−18       | 10−17       | 5−4 | 3−3         | 9−9         | 31−20       | 31−17       | 0−4 | 375 – 297 | 375 – 297 |
| Rànquing a final d'any | 181 | 83    | 101  | 28          | 22          | 53          | 46    | 26          | 8           | 13          | 29    | 51          | 35          | 107         | 162 | 214         | 134         | 36          | 21          | 84  |           |           |
| Llegenda: G: Guanyador; F: Finalista; SF: Semifinalista; QF: Quarts de final; Q: Qualificació; A: Absent; RR: Round Robin; |     |       |      |             |             |             |       |             |             |             |       |             |             |             |     |             |             |             |             |     |           |           |

### Dobles mixts
| Open d'Austràlia | 1R | A  | A  | QF | A | A  | 2R | A | A  | A  | A | A | A | A  | 1R | 0 / 4 | 3 – 4 |
| Roland Garros | 2R | 1R | A  | A  | A | A  | A  | A | 1R | A  | A | A | A | A  | NC | 0 / 3 | 1 – 3 |
| Wimbledon | A  | A  | A  | A  | A | G  | 1R | A | 1R | 1R | A | A | A | 1R | NC | 1 / 5 | 4 – 4 |
| US Open | A  | A  | 1R | A  | A | 1R | 1R | A | A  | A  | A | A | A | A  | NC | 0 / 3 | 0 – 3 |
| Llegenda: G: Guanyador; F: Finalista; SF: Semifinalista; QF: Quarts de final; Q: Qualificació; A: Absent; RR: Round Robin; |    |    |    |    |   |    |    |   |    |    |   |   |   |    |    |       |       |

## Guardons
- Esportista austríac de l'any (2010)